# Delfim Moreira
Delfim Moreira da Costa Ribeiro (Cristina, Minas Gerais; 7 de novembre de 1868 — Santa Rita do Sapucaí, Minas Gerais; 1 de juliol de 1920) va ser un advocat i polític brasiler. Va ser president del Brasil en funcions entre 15 de novembre de 1918 i 28 de juliol de 1919 i vicepresident fins a la data de la seva mort.
Va estudiar en el seminari de Mariana i cursà Dret a la Facultat de Dret de São Paulo, diplomant-s'hi el 1890. Pertanyent a la generació de republicans històrics miners, va anar diputat estatal de 1894 a 1902, sent nomenat secretari de l'interior de Mines Gerais. Delfim Moreira també va ser president de l'estat de Mines Gerais, de 1914 a 1918.
Va acompanyar Francisco de Paula Rodrigues Alves durant les eleccions, en qualitat de candidat a la vicepresidència. La parella va ser guanyadora dels comicis (1 de març de 1918), però Rodrigues Alves va morir abans de la presa de possessió, víctima de la grip espanyola. Moreira va assumir la presidència en funcions el 15 de novembre fins a la celebració d'eleccions, el 13 de maig de 1919. El nou President electe, el senador Epitácio Pessoa, es trobava a França com a cap de la delegació brasilera en la Conferència de Versalles. Pessoa no va jurar el càrrec fins que no va tornar a Rio de Janeiro, el 28 de juliol, moment a partir del qual Moreira va exercir, finalment, com a vicepresident.
El seu curt mandat (que va quedar conegut com la "regència republicana") va ser un període marcat per diversos problemes socials, especialment un gran nombre de vagues generals. Patia, ja des de l'etapa de president interí, d'una arterioesclerosi precoç, que el deixava incapacitat per complir amb les seves tasques, sent que, en la pràctica, qui prenia les decisions era el ministre Afrânio de Melo Franco. A la seva mort, l'1 de juliol de 1920, va ser substituït per Francisco Álvaro Bueno de Paiva.